# Igarapé das Almas
Igarapé das Almas é uma lenda urbana sobre manifestações sobrenaturais que acontecem no trecho do canal da avenida Visconde de Souza Franco, no bairro do Reduto, na cidade de Belém, no estado do Pará, Brasil. Segundo a lenda, essa região é mal-assombrado por figuras sobrenaturais. O igarapé ganhou este nome após vários relatos de pessoas passam pelo local, e moradores da região que afirmavam ter avistado fantasmas de cabanos (pessoas que lutaram durante a revolução da Cabanagem). Eles dizem que as visagens procuravam as armas que teriam escondido no local quando ainda estavam vivos. Entre as versões sobre essa lenda urbana, essa tem sido a mais comum entre os relatos das pessoas que moram em Belém. A região do Reduto é uma das mais antigas da capital paranaense, e é repleta de histórias e mitos contados pela população. O mesmo trecho do antigo igarapé também está relacionado com outra lenda urbana belenense, conhecida como a lenda da Porca do Reduto.

## Origem e narrativa
O Igarapé das almas é uma lenda urbana em que se conta que o trecho do antigo igarapé das almas, em que ficava onde hoje é o canal da avenida Visconde de Souza Franco, é assombrado por figuras sobrenaturais. Segundo a crença popular, a região do antigo igarapé foi usada para esconder as armas de um grupo de pessoas que lutaram depois do final da revolução da Cabanagem. Muitos anos depois, algumas pessoas que frequentavam a região, ou que moravam no entorno, passaram a relatar que avistavam espíritos dos cabanos falecidos que ficavam vagando atrás das armas escondidas no próprio igarapé. Foi então que esse trecho recebeu a denominação popular de igarapé das Almas. Ainda durante esses anos seguintes, Belém era uma cidade provinciana, e a região do curso do igarapé das Almas era frequentemente associado à histórias fantásticas e que causavam medo. Com o tempo a lenda urbana de mesmo nome foi ganhando mais popularidade por suas características fantasmagóricas.
Ainda segundo a lenda, alguns moradores mais religiosos acreditam que nesse igarapé existe um caminho estreito que leva para céu, e um largo que leva para o inferno. A lenda urbana do Igarapé das Almas é uma das lendas populares mais conhecidas na capital paraense, alimentando assim, o folclore urbano, e a cultura local.
O  próprio nome do dito igarapé também é motivo de discussão até hoje, sendo conhecido como igarapé das Almas, ou ainda como igarapé das Armas. O nome igarapé das Almas refere-se à existência de relatos de pessoas e moradores que presenciaram eventos sobrenaturais em que avistavam as almas vagantes dos combatentes e vítimas da revolução da Cabanagem. Já a expressão igarapé das Armas é atribuída ao fato histórico do local ter sido usado pelos cabanos para esconderem suas armas após o fim da revolução da Cabanagem. Na época, esses sobreviventes teriam se abrigado na região após o fracasso da tentativa revolucionária. Ambos os nomes são usados ainda hoje pela população, no entanto, a denominação igarapé das Almas é mais divulgado, estando presente na literatura, e é a referência que dá nome à própria lenda urbana. Ambas as expressões são uma referência ao momento histórico da revolta da Cabanagem, que foi uma revolta popular e social que ocorreu na então Província do Grão-Pará do Império do Brasil entre 1835 e 1840.
Historicamente a região do antigo igarapé era ocupada por construções em palafitas, e nas vias transversais eram ocupadas por terrenos de fazendas criação e produção de leite. Ao longo dos anos esse curso de água doce sofreu diversas intervenções urbanas e fluviais que acabou modificando seu traçado original. Atualmente um canal concretado substituiu o antigo igarapé, e funciona como curso d'água da mesma bacia hidrográfica do Reduto, e como drenagem de águas pluviais. Seu traçado é margeado pelas duas pistas da avenida Visconde de Souza Franco, e marca a divisão entre os bairros de Reduto e Umarizal em Belém.
A região do Igarapé das Almas está ligada a outra lenda urbana de Belém, conhecida como a lenda da Porca do Reduto. Segundo essa outra lenda, uma porca de tamanho considerável aparecia todas as noites nas proximidades, assustando as pessoas e moradores, correndo ferozmente e violentamente, e misteriosamente desaparecendo ao chegar nas margens do igarapé.

## Popularidade e impacto cultural
A cidade de Belém é conhecida por suas lendas amazônicas, sendo algumas histórias ambientadas nas ruas, praças e cursos d'água. Essas lendas têm um forte impacto na imaginação das moradores, e continuam a ser transmitidas por gerações. A lenda urbana do Igarapé das almas é uma das mais populares no folclore urbano belenense, e é contada por Walcyr Monteiro, no livro Visagens e Assombrações de Belém. A obra reúne várias histórias populares da cultura oral presente na capital paraense, e foi originalmente publicada em 1972, e reeditada pela editora Smith em 2007. Os textos são uma coletânea de contos sobre assombrações e histórias sobre crenças, lendas e mitos da cultura amazônica, ambientados especialmente no Pará. No texto A ponte do Igarapé das Almas, o autor narra a versão mais popular sobre essa lenda urbana em que conta que na região existe a aparição de fantasmas de pessoas que lutaram durante a revolução da Cabanagem.